# Puljane
Puljane su naselje Općine Promina u Šibensko-kninskoj županiji. 

## Zemljopis
Nalaze se oko 4 kilometra sjeverozapadno od Oklaja.

## Povijest
Mjesto se od 1991. do 1995. godine nalazilo pod srpskom okupacijom.

## Stanovništvo
Prema popisu iz 2011. godine naselje je imalo 52 stanovnika.
| broj stanovnika | 387   | 472   | 454   | 469   | 545   | 578   | 599   | 683   | 801   | 812   | 707   | 443   | 234   | 159   | 69    | 52    | 38    |
|                 | 1857. | 1869. | 1880. | 1890. | 1900. | 1910. | 1921. | 1931. | 1948. | 1953. | 1961. | 1971. | 1981. | 1991. | 2001. | 2011. | 2021. |

## Poznate osobe
- Ivan Aralica, hrvatski književnik